# Olumide Idowu
Pour les articles homonymes, voir Idowu.
 (mars 2024).
La mise en forme du texte ne suit pas les recommandations de Wikipédia : il faut le « wikifier ».
Les points d'amélioration suivants sont les cas les plus fréquents :
- Les titres sont pré-formatés par le logiciel. Ils ne sont ni en capitales, ni en gras.
- Le texte ne doit pas être écrit en capitales (les noms de famille non plus), ni en gras, ni en italique, ni en « petit »…
- Le gras n'est utilisé que pour surligner le titre de l'article dans l'introduction, une seule fois.
- L'italique est rarement utilisé : mots en langue étrangère, titres d'œuvres, noms de bateaux, etc.
- Les citations ne sont pas en italique mais en corps de texte normal. Elles sont entourées par des guillemets français : « et ».
- Les listes à puces sont à éviter, des paragraphes rédigés étant largement préférés. Les tableaux sont à réserver à la présentation de données structurées (résultats, etc.).
- Les appels de note de bas de page (petits chiffres en exposant, introduits par l'outil «  Source ») sont à placer entre la fin de phrase et le point final[comme ça].
- Les liens internes (vers d'autres articles de Wikipédia) sont à choisir avec parcimonie. Créez des liens vers des articles approfondissant le sujet. Les termes génériques sans rapport avec le sujet sont à éviter, ainsi que les répétitions de liens vers un même terme.
- Les liens externes sont à placer uniquement dans une section « Liens externes », à la fin de l'article. Ces liens sont à choisir avec parcimonie suivant les règles définies. Si un lien sert de source à l'article, son insertion dans le texte est à faire par les notes de bas de page.
- La présentation des références doit suivre les conventions bibliographiques. Il est recommandé d'utiliser les modèles {{Ouvrage}}, {{Chapitre}}, {{Article}}, {{Lien web}} et/ou {{Bibliographie}}. Le mode d'édition visuel peut mettre en forme automatiquement les références.
- Insérer une infobox (cadre d'informations à droite) n'est pas obligatoire pour parachever la mise en page.

Pour une aide détaillée, merci de consulter Aide:Wikification.
Si vous pensez que ces points ont été résolus, vous pouvez retirer ce bandeau et améliorer la mise en forme d'un autre article.
 (mars 2024).
Olumide Idowu (également connu sous le nom de Mr. Climate) est un jeune militant nigérian et un activiste du changement climatique,,. Il est le cofondateur de l'Initiative internationale pour le développement du changement climatique (ICCDI Africa), de Climate Wednesday et de la Nigerian Youth Climate Coalition,. Olumide a été boursier Atlas Corps, ancien élève du State International Visitor Leadership Program (IVLP), responsable des médias sociaux et de la communication pour l'Association pour le développement de l'éducation en Afrique, Triennale 2017 au Sénégal, et directeur principal de la communication pour l'Initiative de la jeunesse africaine sur le changement climatique (AYICC),,,,. Il a été membre du comité d'organisation de la 7e plateforme mondiale sur la réduction des risques de catastrophes (RRC) au Mexique, champion de la jeunesse africaine pour la Stratégie internationale des Nations unies pour la prévention des catastrophes (UNISDR) et a reçu le prix Save the Children 2015 pour sa contribution au développement durable au Nigéria,.
Olumide est le point focal jeunesse du programme de petites subventions du PNUD au Nigéria, l'auteur principal jeunesse du Global Environment Outlook (GEO) de l'ONU Environnement et le coordinateur exécutif de l'Initiative de la jeunesse africaine sur le changement climatique (AYICC),.
Il est également membre de différentes organisations locales et internationales. Ses principaux domaines d'intérêt sont l'autonomisation des jeunes, l'environnement, le changement climatique, la communication, le suivi et l'évaluation ainsi que les questions liées au développement durable.

## Biographie

### Jeunesse et formation
Idowu est né dans une famille d'agriculteurs nigérians. Il a étudié les statistiques à l'université d'Abuja, au Nigeria, où il a obtenu une licence en sciences (B.Sc.) en 2010,.

### Carrière
Olumide est devenu membre du conseil exécutif et directeur régional pour l'Afrique de la Fédération internationale de la jeunesse (IYF) en 2016. En 2018, Olumide a travaillé en tant que directeur national du Nigéria pour Climate Scorecard, une initiative de Global Citizens' Initiative ,(TGCI) et EarthAction. Dans ce rôle, il a produit un bulletin d'information mensuel sur le pays appelé Action Alert mettant en évidence les activités qui ont entravé la mise en œuvre de l'Accord de Paris, les solutions et les parties prenantes pertinentes pour conduire l'action nécessaire. La même année, il a travaillé sur une application mobile permettant aux citoyens de rendre compte de la gestion des déchets et de la réduction des risques de catastrophe.
Il a été directeur principal de la communication de l'Initiative de la jeunesse africaine sur le changement climatique (AYICC) et en est devenu le coordinateur exécutif en janvier 2022,,.
En outre, il a été spécialiste du plaidoyer et des campagnes pour Save the Children Nigeria, coordinateur de projet pour TUNZA Nigeria et analyste de la recherche et des rapports pour le Réseau des ONG d'Afrique de l'Ouest.
Olumide est le point focal jeunesse au Nigéria pour le programme de petites subventions du PNUD, et l'auteur principal jeunesse Global Environmental Outlook (GEO6).

### Activisme
Olumide Idowu a commencé son parcours d'activiste climatique avec l'AIESEC et la Nigerian Youth Climate Coalition lors de ses études de premier cycle, ce qui l'a incité à participer aux auditions publiques de l'Assemblée nationale (Nigeria). En 2013, il a fondé l'initiative Climate Wednesday, qui se tient le mercredi pour informer les gens sur le changement climatique et ses stratégies d'adaptation. Il a cofondé l'International Climate Change Development Initiative (ICCDI Africa) en 2016 dans le but de construire une génération intelligente sur le plan climatique grâce à des dialogues créatifs et à des innovations. Il a travaillé sur des initiatives axées sur la défécation à l'air libre, la santé des femmes, la gestion des déchets et le nettoyage des marées noires, entre autres, à Lagos et dans l'État de Rivers, au Nigéria.

## Prix et distinctions
- Olumide a reçu le prix Save the Children 2015 pour sa contribution au développement durable au Nigeria[13].
- Il a été nommé pour le State International Visitors Leadership Program (IVLP) par l'ambassade des États-Unis au Nigeria, et African Youth Champion pour la Stratégie internationale des Nations unies pour la prévention des catastrophes (UNISDR)[4],[7].
- Olumide a remporté le 2022 US Exchange Alumni Engagement Innovation Fund pour un projet d'éducation climatique au Nigeria[14].
- Olumide a été l'un des huit lauréats du prix Tod'Aérs Global Network (TGN) pour les jeunes leaders du monde entier, récompensé par le prix "2022 Global Young Leader of the Year" pour son travail exceptionnel[15].